# Stazione di Shijōnawate
La stazione di Shijōnawate (四條畷駅?, Shijōnawate-eki) è una stazione ferroviaria della città di Daitō, nella prefettura di Osaka in Giappone. La stazione è gestita dalla JR West e serve la linea Katamachi (linea Gakkentoshi). Sebbene il nome della stazione sia in riferimento alla città di Shijōnawate, ricade nel territorio comunale di Daitō. Il traffico della stazione è mediamente di circa 8 treni all'ora, di cui 4 rapidi.

## Linee
JR West
■ Linea Katamachi

## Struttura
La stazione è costituita da due marciapiedi a isola centrale con 4 binari in superficie.
| 1-2 | ■ Linea Katamachi | per Kyōbashi, Kitashinchi e Amagasaki |
| 3-4 | ■ Linea Katamachi | per Matsuiyamate, Kizu e Nara         |

## Stazioni adiacenti
| ≪               | Servizio         | ≫               |
| Linea Katamachi | Linea Katamachi  | Linea Katamachi |
| --------------- | ---------------- | --------------- |
| Shinobugaoka    | Locale           | Nozaki          |
| Shinobugaoka    | Rapido Regionale | Suminodō        |
| Hoshida         | Rapido           | Suminodō        |